# Nothofagus aequilateralis
Nothofagus aequilateralis (Baum.-Bod.) Steenis – gatunek rośliny z rodziny bukanowatych (Nothofagaceae). Występuje naturalnie w środkowej i południowej części Nowej Kaledonii. 

## Morfologia
PokrójZimozielone drzewo dorastające do 15–25 m wysokości.
LiścieBlaszka liściowa ma eliptyczny lub podłużny kształt. Mierzy 4–10 cm długości oraz 1,5–4 cm szerokości, jest ząbkowana na brzegu, ma nasadę zbiegającą po ogonku i spiczasty lub tępy wierzchołek.

## Biologia i ekologia
Rośnie w lasach. Występuje na wysokości do 1300 m n.p.m.